# Lithophane lepida
Lithophane lepida là một loài bướm đêm trong họ Noctuidae.